# Діогу Пріоште
Діо́гу Ферре́йра Пріо́ште (порт. Diogo Ferreira Prioste; нар. 26 березня 2004, Лісабон) — португальський футболіст, півзахисник клубу «Бенфіка».

## Клубна кар'єра
Виступав за юнацьку команду «Дамая Гіназіу», звідки 2011 року приєднався до академії «Бенфіки» у віці 6. 4 квітня 2018 року підписав юнацький контракт з клубом. 21 вересня 2020 року підписав з «Бенфікою» свій перший професіональний контракт. 24 квітня 2022 року дебютував за резервну команду клубу в матчі Сегунда-ліги проти «Академіку» (Візеу).
Влітку 2023 року переведений до «Бенфіки Б». 29 вересня 2023 року в поєдинку Сегунда-ліги проти «Вілаверденсе» забив свій перший гол у професіональній кар'єрі. 20 грудня 2024 року продовжив контракт з «Бенфікою» до середини 2029 року.
22 лютого 2025 року дебютував в основному складі «Бенфіки», вийшовши на заміну Фредріку Аурснесу в матчі Прімейра-ліги проти «Боавішти».

## Кар'єра в збірній
Виступав за збірні Португалії до 15, до 16, до 18, до 19 і до 20 років. В червні 2023 року потрапив в заявку збірної до 19 років на юнацький чемпіонат Європи, що проходив на Мальті. На турнірі провів 4 поєдинки, допомігши команді пробитися до фіналу, де португальці в підсумку мінімально поступились італійцям (0-1).

## Статистика виступів
Станом на 17 травня 2025
| Клуб              | Сезон             | Чемпіонат         | Чемпіонат | Чемпіонат | Кубок | Кубок | Кубок ліги | Кубок ліги | Єврокубки | Єврокубки | Інші  | Інші | Всього | Всього |
| Клуб              | Сезон             | Дивізіон          | Матчі     | Голи      | Матчі | Голи  | Матчі      | Голи       | Матчі     | Голи      | Матчі | Голи | Матчі  | Голи   |
| ----------------- | ----------------- | ----------------- | --------- | --------- | ----- | ----- | ---------- | ---------- | --------- | --------- | ----- | ---- | ------ | ------ |
| Бенфіка Б         | 2021–22           | Сегунда-ліга      | 1         | 0         | —     | —     | —          | —          | —         | —         | —     | —    | 1      | 0      |
| Бенфіка Б         | 2022–23           | Сегунда-ліга      | 0         | 0         | —     | —     | —          | —          | —         | —         | —     | —    | 0      | 0      |
| Бенфіка Б         | 2023–24           | Сегунда-ліга      | 27        | 1         | —     | —     | —          | —          | —         | —         | —     | —    | 27     | 1      |
| Бенфіка Б         | 2024–25           | Сегунда-ліга      | 27        | 7         | —     | —     | —          | —          | —         | —         | —     | —    | 27     | 7      |
| Бенфіка Б         | Всього            | Всього            | 55        | 8         | —     | —     | —          | —          | —         | —         | —     | —    | 55     | 8      |
| Бенфіка           | 2024–25           | Прімейра-ліга     | 1         | 0         | 0     | 0     | 0          | 0          | 0         | 0         | 0     | 0    | 1      | 0      |
| Всього за кар'єру | Всього за кар'єру | Всього за кар'єру | 56        | 8         | 0     | 0     | 0          | 0          | 0         | 0         | 0     | 0    | 56     | 8      |

## Титули і досягнення
- Володар Суперкубка Португалії (1):

«Бенфіка»: 2025